# Instemmingsverkiezing
Een instemmingsverkiezing (Engels: approval voting) is een kiessysteem gebruikt voor verkiezingen, waarin iedere kiezer voor zoveel kandidaten kan stemmen als hij wil. Het wordt gewoonlijk gebruikt voor enkelepositieverkiezingen, maar kan uitgebreid worden naar meerdere winnaars. Instemmingsverkiezing is een beperkt vorm van punten toekennen aan iedere kandidaat: accepteren of niet.
De term "Approval voting" werd het eerst door Robert J. Weber gebruikt in 1976, maar pas volledig uitgewerkt in 1977 en gepubliceerd in 1978 door politicoloog Steven Brams en wiskundige Peter Fishburn. Instemmingsverkiezingen voor kandidaten waren historisch in gebruik bij de Republiek van Venetië gedurende de dertiende eeuw en voor verkiezingen in de negentiende eeuw in Engeland.

## Procedures
Oorspronkelijk
Elke kiezer mag stemmen voor zoveel opties als hij wil, en maximaal één per optie. Dit is hetzelfde als zeggen dat iedere kiezer instemt of niet met iedere optie door er al dan niet voor te stemmen en het is ook gelijkwaardig met +1 of 0 stemmen in een puntenstemming. De stemmen voor iedere optie worden geteld. De optie met de meeste stemmen wint.
Aangepaste versies voor instemmingsverkiezingen
In tegenstelling tot de oorspronkelijke regels, kan het zijn dat de organisator van de verkiezingen oplegt om maar een beperkt aantal stemmen te kunnen uitbrengen.
Het kan ook zijn dat de organisator eist om een minimumaantal stemmen uit te brengen. De oorspronkelijke regels van de instemmingsverkiezing blijven dus wel van toepassing op de aangepaste versie, zij het dan dat de aangepaste versie wat beperkingen oplegt. 
Deze procedure van minimum en maximum aantal stemmen is een aanvaardbaar procedé voor o.a. verkiezingen (meestal geen politieke, maar bijvoorbeeld bij muziekwedstrijden) waar maar een beperkt aantal mensen kunnen stemmen, om bijgevolg ex-aequos te vermijden.